# Alexander Sergejewitsch Mischarin

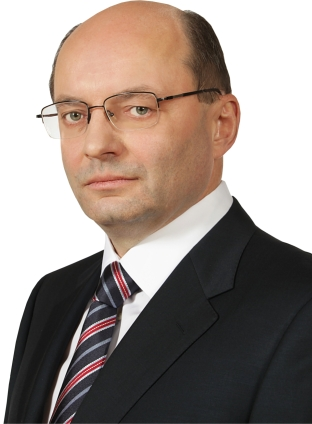
Alexander Misharin

Alexander Sergejewitsch Mischarin (russisch Алекса́ндр Серге́евич Миша́рин; * 21. Januar 1959 in Swerdlowsk, heute Jekaterinburg) ist ein russischer Politiker und Ingenieur. Er war vom 23. November 2009 bis 5. Dezember 2013 Gouverneur der Oblast Swerdlowsk und damit Nachfolger von Eduard Rossel. Nach einer Berufsstation als Vize-Präsident der staatlichen russischen Eisenbahn (RZD) als Stellvertreter des damaligen Eisenbahn-Präsidenten Wladimir Iwanowitsch Jakunin ist Mischarin aktuell Vize-Präsident der Sinara Group.

## Biografie
Alexander Sergejewitsch Mischarin wuchs in einer Eisenbahnerfamilie auf. 1981 erhielt er einen Ingenieurabschluss am Staatlichen Elektromechanischen Institut der Ingenieure im Schienenverkehr in Jekaterinburg. Daraufhin arbeitete er bis 1989 bei der staatlichen Eisenbahngesellschaft Swerdlowsk. Von 1989 bis 1991 wirkte Mischarin am Bau der Metro Jekaterinburg mit. Bei diesem Projekt war er u. a. verantwortlich für die Energieversorgung. Nachdem das Projekt mit der Inbetriebnahme der Metro im April 1991 abgeschlossen war, kehrte Alexander Mischarin zur staatlichen Eisenbahngesellschaft Swerdlowsk zurück und wurde dort stellvertretender Abteilungsleiter im Bereich der Energieversorgung. 1996 wurde er zum Chefingenieur der Eisenbahngesellschaft befördert.
1998 wechselte er in die Politik und wurde stellvertretender Eisenbahnminister der Russischen Föderation. Von Februar bis Mai 2002 übernahm er kommissarisch die Leitung des russischen Eisenbahnministeriums, nachdem der bisherige Minister Nikolai Aksjonenko aus dem Amt ausgeschieden war. Im Mai 2002 wurde er Vorsitzender der Eisenbahngesellschaft Swerdlowsk. Im selben Jahr begann sein lokalpolitisches Engagement in der Oblast Swerdlowsk. Bei den Wahlen zum Lokalparlament der Oblast Swerdlowsk im März 2004 war er auf Listenplatz 3 der Partei Einiges Russland. Von Juni 2004 bis März 2009 war Mischarin stellvertretender Verkehrsminister der Russischen Föderation. Im März 2009 wurde er zum Direktor des Departements Industrie und Infrastruktur der Regierung der Russischen Föderation bestellt. Im August 2009 wurde er von seiner Partei Einiges Russland als Spitzenkandidat auf den Gouverneursposten der Oblast Swerdlowsk aufgestellt. Am 10. November 2009 wurde er vom Präsidenten Dmitri Medwedew als neuer Gouverneur der Oblast nominiert und am 17. November vom Lokalparlament bestätigt. Die Amtseinführung erfolgte am 23. November 2009.
Alexander Mischarin ist Mitglied des Obersten Rates der Kremlpartei Einiges Russland.

## Auszeichnungen
- Orden Außerordentliche Verdienste für das Vaterland 2. Grades[5]
- Staatlicher Eisenbahnerpreis (1998)
- Auszeichnung von der Russischen Föderation für die Verdienste auf dem Gebiet der Wissenschaft und Technik (9. September 2004)
- Medaille für die Entwicklung des Schienenverkehrs (21. Februar 2008)
- Jubiläumsmedaille 100 Jahre transsibirische Magistrale (Januar 2009)